# Наш рай
«Наш рай» (фр. Notre Paradis) — фильм французского режиссёра и сценариста Гаэля Мореля.

## Сюжет
Василий — тридцатилетний парижский хастлер. В ответ на презрение и унижения, которым мужчина подвергается со стороны своих клиентов, большинство из них он убивает. Однажды  в Булонском лесу Василий находит избитого молодого парня без сознания. Он приводит его к себе домой, обрабытывает раны. Своего нового друга мужчина называет Анджело из-за татуировки в нижней части живота. Василий и Анджело стали любовниками и соучастниками ограблений и убийств клиентов. Пребывание в Париже становится небезопасным, и мужчины перебираются сначала в Лион к подруге Василия, а затем, захватив с собой её малолетнего сына, — в безлюдный горный район Франции. Здесь они останавливаются в красивом и богатом доме Виктора и его молодого бойфренда по имени Камель. Роковое стечение обстоятельств и безумство главного героя приводят к тому, что гости жестоко убивают гостеприимных хозяев в надежде завладеть домом.

## В ролях
| Актёр            | Роль    |
| ---------------- | ------- |
| Стефан Ридо      | Василий |
| Димитри Дюрден   | Анджело |
| Беатрис Даль     | Анна    |
| Дидье Фламан     | Виктор  |
| Жан-Кристоф Буве | клиент  |